# Bisdom Deventer (oudkatholiek)
Het bisdom Deventer was een titulair bisdom van de oudkatholieke Kerk in Nederland.
Het rooms-katholieke bisdom Deventer was ingesteld in 1559. Na 1591 waren echter geen bisschoppen meer benoemd. Na de instelling van de Roomsch Katholieke Kerk van de Oud-Bisschoppelijke Clerezie in 1723 werd - naast de benoeming van een bisschop in Haarlem - in 1758 ook een titulair bisschop van Deventer benoemd teneinde de apostolische successie in de toekomst te verzekeren. De bisschoppen van Deventer oefenden hun ambt als priester gewoonlijk elders in de Nederlanden uit.
Na de benoeming van Teus Glazemaker tot aartsbisschop van Utrecht in 1982, werden de titel en stoel van Deventer verlaten door de Oudkatholieke Kerk.